# Список эпизодов телесериала «Обмани меня»
Ниже приведён список эпизодов телесериала «Обмани меня», премьера которого состоялась 21 января 2009 года на канале FOX.

## Сезоны
| Сезон | Сезон | Серии | Показ первой серии | Показ последней серии | Даты DVD релизов | Даты DVD релизов | Даты DVD релизов |
| Сезон | Сезон | Серии | Показ первой серии | Показ последней серии | Регион 1         | Регион 2         | Регион 4         |
| ----- | ----- | ----- | ------------------ | --------------------- | ---------------- | ---------------- | ---------------- |
|       | 1     | 13    | 21 января 2009     | 13 мая 2009           | 25 августа 2009  | 14 сентября 2009 | 28 октября 2009  |
|       | 2     | 22    | 28 сентября 2009   | 13 сентября 2010      | 9 ноября 2010    | 3 января 2011    | 1 декабря 2010   |
|       | 3     | 13    | 4 октября 2010     | 31 января 2011        | 4 октября 2011   | н/д              | 2 ноября 2011    |

### Сезон 1
| № в сериале | № в сезоне | Название                               | Режиссёр(ы)         | Сценарист(ы)                                                    | Показ в США (в России)              | Код    | Зрителей в США (млн) |
| --- | ---------- | -------------------------------------- | ------------------- | --------------------------------------------------------------- | ----------------------------------- | ------ | -------------------- |
| 1 | 1          | «Pilot» «Пилот»                        | Роберт Швентке      | Сэмюэл Баум                                                     | 21 января 2009 (13 июля 2009 года)  | 1APW79 | 12,37                |
| Доктор Кэл Лайтман и Доктор Джиллиан Фостер помогают в расследовании дела об убийстве учительницы, в котором подозревается её ученик. Одновременно им предстоит выяснить, зачем конгрессмен каждую неделю посещает службу эскорта. В пилотной серии к команде доктора Лайтмана присоединяется Риа Торрес — одна из немногих, кому от рождения дан дар по определению лжи и обмана. |            |                                        |                     |                                                                 |                                     |        |                      |
| 2 | 2          | «Moral Waiver» «Моральное оправдание»  | Адам Дэвидсон       | Джош Сингер                                                     | 28 января 2009 (14 июля 2009 года)  | 1APW01 | 12,20                |
| Доктор Лайтман и Торрес ищут правду в окружении девушки-солдата американской армии, которая заявила, что её изнасиловал командир. Доктор Фостер и Локер расследуют слухи о том, что игрок баскетбольной команды колледжа взял взятку. |            |                                        |                     |                                                                 |                                     |        |                      |
| 3 | 3          | «A Perfect Score» «Высший балл»        | Эрик Ланёвилль      | Телесценарий: Стивен Маэда Сюжет: Сэмюэл Баум и Стивен Маэда    | 4 февраля 2009 (15 июля 2009 года)  | 1APW04 | 12,99                |
| Убийство девочки-подростка, которая является дочерью влиятельного федерального судьи, приводит Группу Лайтмана в школу с чрезвычайно конкурентоспособной подготовкой для поступления в колледж. Команда также расследует обвинения NASA против лётчика в намеренном крушении самолёта стоимостью 250 миллионов долларов.                                                           |            |                                        |                     |                                                                 |                                     |        |                      |
| 4 | 4          | «Love Always» «Вечная любовь»          | Тим Хантер          | Телесценарий: Том Зенгеорги Сюжет: Том Зенгеорги и Стивен Маэда | 18 февраля 2009 (16 июля 2009 года) | 1APW03 | 11,09                |
| Команду пригласили на свадьбу предотвратить возможное покушение на посла Южной Кореи, который же́нит сына на американке. |            |                                        |                     |                                                                 |                                     |        |                      |
| 5 | 5          | «Unchained» «Освобождение»             | Лесли Линка Глаттер | Джош Сингер                                                     | 4 марта 2009 (20 июля 2009 года)    | 1APW05 | 10,20                |
| Дело о заключённом, который утверждает, что перевоспитался. Второе дело — о молодом афроамериканце-пожарном, погибшем в огне. |            |                                        |                     |                                                                 |                                     |        |                      |
| 6 | 6          | «Do No Harm» «Не навреди»              | Джон Беринг         | Джеми О'Брайен                                                  | 11 марта 2009 (21 июля 2009 года)   | 1APW06 | 11,25                |
| Дело о пропавшей удочерённой девочке, родители которой наняли команду, чтобы убедиться, не лгут ли те, кто за награду решил дать наводку, и о молодой девушке, утверждающей, что была в плену в Уганде, и написавшей об этом книгу. |            |                                        |                     |                                                                 |                                     |        |                      |
| 7 | 7          | «The Best Policy» «Лучшая политика»    | Арвин Браун         | Т. Дж. Брэди и Рашид Ньюсон                                     | 18 марта 2009 (22 июля 2009 года)   | 1APW07 | 10,26                |
| Дело о брате и сестре, арестованных в Йемене за хранение наркотиков — команду пригласили разобраться, что именно хочет от американского правительства йеменское при переговорах; и о похищении формулы лекарства, которое начали выпускать из-под полы. |            |                                        |                     |                                                                 |                                     |        |                      |
| 8 | 8          | «Depraved Heart» «Развращённое сердце» | Адам Дэвидсон       | Дастин Томасон                                                  | 1 апреля 2009 (23 июля 2009 года)   | 1APW08 | 9,18                 |
| Дело о трех индианках, покончивших жизнь самоубийством, и о банкирах — отце и дочери, из компании которых исчезли огромные фонды. Также указывается почему Лайтман стал изучать поведение людей. |            |                                        |                     |                                                                 |                                     |        |                      |
| 9 | 9          | «Life Is Priceless» «Жизнь бесценна»   | Кларк Джонсон       | Дастин Томасон                                                  | 8 апреля 2009 (24 июля 2009 года)   | 1APW02 | 8,56                 |
| Дело о рабочих, которых надо найти в строительном завале после аварии, и об интернет-миллионере, который хочет выяснить, действительно ли его девушка его любит. |            |                                        |                     |                                                                 |                                     |        |                      |
| 10 | 10         | «Better Half» «Лучшая половина»        | Карен Гавиола       | Илана Бар-Дин Джаннини и Джош Сингер                            | 22 апреля 2009 (27 июля 2009 года)  | 1APW10 | 7,97                 |
| Дело о показаниях маленького мальчика насчет поджога его дома, и о афроамериканце-звукорежиссёре, убитом из проезжающей мимо машины. |            |                                        |                     |                                                                 |                                     |        |                      |
| 11 | 11         | «Undercover» «Под прикрытием»          | Сет Манн            | Том Зенгеорги                                                   | 29 апреля 2009 (28 июля 2009 года)  | 1APW09 | 7,75                 |
| Команду приглашают прослушать показания двух полицейских, которые выстрелили во вроде бы безоружного негритянского парня на крыше. |            |                                        |                     |                                                                 |                                     |        |                      |
| 12 | 12         | «Blinded» «Ослепленные»                | Милан Чейлов        | Сара Файн и Элизабет Крафт                                      | 6 мая 2009 (29 июля 2009 года)      | 1APW11 | 8,68                 |
| Дело о насильнике, который сжигал кислотой глаза своим жертвам, и о его подражателе. |            |                                        |                     |                                                                 |                                     |        |                      |
| 13 | 13         | «Sacrifice» «Жертва»                   | Адам Дэвидсон       | Джош Сингер и Дастин Томасон                                    | 13 мая 2009 (30 июля 2009 года)     | 1APW12 | 8,46                 |
| «The Lightman Group» расследует дело о террористах-смертниках, взорвавших общественный автобус и фойе торгового центра. Между тем выясняется, что бойфренд Торрес, агент ФБР Дюпре, пропал без вести. |            |                                        |                     |                                                                 |                                     |        |                      |

### Сезон 2
Первая серия второго сезона вышла в эфир в США 28 сентября 2009 г.
| № в сериале | № в сезоне | Название                                             | Режиссёр(ы)         | Сценарист(ы)                    | Показ в США (в России)              | Код    | Зрителей в США (млн) |
| --- | ---------- | ---------------------------------------------------- | ------------------- | ------------------------------- | ----------------------------------- | ------ | -------------------- |
| 14 | 1          | «The Core of It» «До самой сути»                     | Дэн Сакхайм         | Элизабет Крафт                  | 28 сентября 2009 (4 октября 2009)   | 2APW01 | 7,73                 |
| Женщина с множественным раздвоением личности обращается к Лайтману за помощью. Тем временем агентство по просьбе президента США занимается проверкой кандидата на должность судьи Верховного суда. |            |                                                      |                     |                                 |                                     |        |                      |
| 15 | 2          | «Truth or Consequences» «Правда или последствия»     | Майкл Оффер         | Ник Сантора                     | 5 октября 2009 (11 октября 2009)    | 2APW03 | 8,06                 |
| Лайтман пытается защитить молодого спортсмена, обвиняемого в изнасиловании несовершеннолетней блондинки, которая пришла в колледж и тусовалась со студентами. Фостер и Локер по просьбе налоговой полиции проверяют религиозную общину на уклонение от уплаты налогов. |            |                                                      |                     |                                 |                                     |        |                      |
| 16 | 3          | «Control Factor» «Фактор контроля»                   | Джеймс Хейман       | Шэрон Ли Уотсон                 | 12 октября 2009 (18 октября 2009)   | 2APW04 | 7,87                 |
| Лайтман уезжает на отдых в Мексику, но вместе с Торрес вынужден заняться делом о пропаже американской туристки. А в это время Фостер и Локер совместно с бывшим учеником Лайтмана пытаются найти причину заражения донорской крови. |            |                                                      |                     |                                 |                                     |        |                      |
| 17 | 4          | «Honey» «Милая моя»                                  | Тимоти Басфилд      | Мэтт Олмстед                    | 19 октября 2009 (25 октября 2009)   | 2APW02 | 7,79                 |
| Полиция округа Колумбия разыскивает парня по имени Эрик Матесон, подозреваемого в убийстве своей жены, и обращается за помощью в агентство «The Lightman Group» для опроса родственников и знакомых Эрика. Однако всё идёт кувырком, когда Эрик берёт в заложники Рию Торрес и вместе с ней приходит в агентство. Кэл меняется с Торрес местами и из своего кабинета возглавляет поиски настоящего убийцы силами исключительно своих коллег, ведь одно из условий Эрика — никакой полиции. |            |                                                      |                     |                                 |                                     |        |                      |
| 18 | 5          | «Grievous Bodily Harm» «Тяжкие телесные повреждения» | Эрик Ланёвилль      | Александр Кэри                  | 26 октября 2009 (1 ноября 2009)     | 2APW05 | 6,33                 |
| К Лайтману за помощью обращается старый друг, ранее промышлявший тёмными делами, а теперь попавший в кабалу к криминальному авторитету. А в это время его команда расследует дело об угрожающей видеозаписи, подброшенной директору школы. |            |                                                      |                     |                                 |                                     |        |                      |
| 19 | 6          | «Lack of Candor» «Неоткровенность»                   | Терренс О’Хара      | Ти-Джей Брэди                   | 9 ноября 2009 (22 ноября 2009)      | 2APW07 | 7,41                 |
| Человека, находящегося под программой защиты свидетелей, убивают прямо около нового дома. Также по этому делу свидетелем проходит агент ФБР Рейнолдс. «The Lightman Group» собирается выяснить, почему Рейнолдс не хочет давать свидетельские показания и кто снабдил киллеров информацией о местонахождении свидетеля. |            |                                                      |                     |                                 |                                     |        |                      |
| 20 | 7          | «Black Friday» «Чёрная пятница»                      | Дэн Сакхайм         | Итан Дрогин                     | 16 ноября 2009 (29 ноября 2009)     | 2APW08 | 7,23                 |
| К Лайтману обращается подросток, который полагает, что он был похищен в детстве у своих настоящих родителей, в то время как Локер пытается выяснить, что послужило причиной паники в магазине электроники, которая повлекла за собой человеческие жертвы. |            |                                                      |                     |                                 |                                     |        |                      |
| 21 | 8          | «Secret Santa» «Тайный Санта»                        | Майкл Цинберг       | Александр Кэри                  | 23 ноября 2009 (6 декабря 2009)     | 2APW09 | 7,16                 |
| Кэла отправляют в Афганистан, чтобы помочь вытянуть правду из американского перебежчика, который может помочь отряду солдат США найти двух пропавших морских пехотинцев. |            |                                                      |                     |                                 |                                     |        |                      |
| 22 | 9          | «Fold Equity» «Фолд Эквити»                          | Элоди Кин           | Сара Файн                       | 30 ноября 2009 (13 декабря 2009)    | 2APW06 | 7,49                 |
| Во время проведения финальной части Чемпионата мира по покеру — 2009 бесследно исчезает один из игроков. Доктор Лайтман отправляется в Лас-Вегас, несмотря на запрет на посещение этого города. Фостер беспокоится из-за этого, считая, что Кэл вернётся на «старую тропу» и снова пойдёт играть. |            |                                                      |                     |                                 |                                     |        |                      |
| 23 | 10         | «The Tractor Man» «Тракторист»                       | Ваан Мусекян        | Тим Климент                     | 7 декабря 2009 (20 декабря 2009)    | 2APW10 | 6,64                 |
| Гарольд Кларк, чью ферму недавно закрыли за неуплату долгов, угрожает взорвать здание министерства финансов США, если ему не дадут поговорить с президентом. |            |                                                      |                     |                                 |                                     |        |                      |
| 24 | 11         | «Beat the Devil» «Удар дьявола»                      | Ваан Мусекян        | Дэвид Эрман и Итан Дрогин       | 7 июня 2010 (10 июня 2010)          | 2APW21 | 6,06                 |
| Лайтман исследует одного из студентов своего наставника (приглашённая звезда Джейсон Доринг), который, как он убеждён, является психопатом и, возможно, убийцей, а Локер и Торрес расследуют запись с НЛО. |            |                                                      |                     |                                 |                                     |        |                      |
| 25 | 12         | «Sweet Sixteen» «Шестнадцатилетие»                   | Дэн Сакхайм         | Александр Кэри                  | 14 июня 2010 (17 июня 2010)         | 2APW15 | 6,48                 |
| Ирландский террорист приходит к доктору Лайтману, чтобы выяснить, кто убил его жену и дочь 7 лет назад. Серия раскрывает секреты об отношениях Лайтмана с доктором Фостер и о его прошлой работе по борьбе с терроризмом, для правительства. |            |                                                      |                     |                                 |                                     |        |                      |
| 26 | 13         | «The Whole Truth» «Вся правда»                       | Джеймс Уитмор-мл.   | Итан Дрогин                     | 21 июня 2010 (24 июня 2010)         | 2APW11 | 6,08                 |
| Лайтман вызван в суд для дачи показаний. В ходе судебного разбирательства красивая вдова обвиняется в убийстве своего мужа, который гораздо старше её самой. |            |                                                      |                     |                                 |                                     |        |                      |
| 27 | 14         | «React to Contact» «Реагировать на контакт»          | Майкл Цинберг       | Дэниел Волл                     | 28 июня 2010 (8 июля 2010)          | 2APW20 | 6,20                 |
| У солдата Джефа Тарлея, вернувшегося из Ирака, начинают проявляться признаки посттравматического стресса. Он утверждает, что кто-то хочет его убить, и устраивает в доме стрельбу, едва не ранив своего девятилетнего сына. Представители армии обращаются к Кэлу с просьбой проверить, вызван ли этот инцидент нарушением психики Джефа или за ним, действительно, кто-то охотится… |            |                                                      |                     |                                 |                                     |        |                      |
| 28 | 15         | «Teacher and Pupils» «Учитель и ученики»             | Роксанн Доусон      | Кевин Таунсли и Ник Сантора     | 12 июля 2010 (15 июля 2010)         | 2APW13 | 5,71                 |
| В полицейского, прибывшего на вызов, стреляет неизвестный. Травмы приводят к невозможности дачи показаний. К Лайтману обращается шеф полицейского участка для участия в расследовании. |            |                                                      |                     |                                 |                                     |        |                      |
| 29 | 16         | «Delinquent» «Преступница»                           | Майкл Цинберг       | Элизабет Крафт и Сара Файн      | 19 июля 2010 (22 июля 2010)         | 2APW14 | 5,66                 |
| Дело о младшей сводной сестре Торрес, Эйве, сидящей в тюрьме, где произошло убийство одной из юных заключенных — подруги Эйвы. |            |                                                      |                     |                                 |                                     |        |                      |
| 30 | 17         | «Bullet Bump» «Пулей вверх»                          | Джеймс Хейман       | Т. Дж. Брэди и Рашид Ньюсон     | 26 июля 2010 (29 июля 2010)         | 2APW16 | 5,60                 |
| Кэл и Джиллиан расследуют покушение на губернатора штата Виргиния. Сам губернатор не пострадал, но одна из его сотрудниц погибла. Кэл делает вывод, что женщина — не случайная жертва: кто-то из сотрудников предвыборной кампании губернатора пытается замять убийство. Кэл и Джиллиан начинают поиск преступника… |            |                                                      |                     |                                 |                                     |        |                      |
| 31 | 18         | «Headlock» «Шейный захват»                           | Майкл Оффер         | Шэрон Ли Уотсон и Джамил Тёрнер | 2 августа 2010 (5 августа 2010)     | 2APW18 | 5,64                 |
| Для совершенствования своих навыков Кэл тайно посещает запрещенные кулачные бои. На соревнованиях он знакомится с одним из бойцов — Раулем Кампосом — и соглашается пропустить с ним стаканчик после его победы над соперником по имени Орландо Лима. Однако, сразу после их расставания, Рауля находят застреленным. ФБР и «The Lightman Group» берутся за расследование... |            |                                                      |                     |                                 |                                     |        |                      |
| 32 | 19         | «Pied Piper» «Крысолов»                              | Пол Маккрейн        | Шэрон Ли Уотсон                 | 16 августа 2010 (19 августа 2010)   | 2APW12 | 4,96                 |
| Доктор Лайтман и его экс-жена, Зои, присутствуют при казни убийцы, которого они преследовали 17 лет назад. Они обнаруживают, что возможно отправили не того человека на смерть. |            |                                                      |                     |                                 |                                     |        |                      |
| 33 | 20         | «Exposed» «Уязвимый»                                 | Терренс О’Хара      | Дэвид Грациано                  | 23 августа 2010 (26 августа 2010)   | 2APW19 | 5,10                 |
| Бойфренда Фостер, Дейва Берна, похищают неизвестные. Лайтман пытается выйти на них через бывшего напарника Дейва. |            |                                                      |                     |                                 |                                     |        |                      |
| 34 | 21         | «Darkness and Light» «Тьма и свет»                   | Лесли Линка Глаттер | Мэтт Олмстед и Хезер Томасон    | 30 августа 2010 (2 сентября 2010)   | 2APW17 | 5,21                 |
| Пропала девушка. Отец и сестра уверены, что её насильно заставляют быть вдали от дома. Однако найти её оказалось несложно - Лайтману необходимо понять, почему она не хочет возвращаться, а Фостер и Эмили - убедить вернуться. Параллельно Локер и Торрес борются за право повышения в службе, и в ходе этой борьбы у них завязываются отношения. Илай предлагает им обоим остаться на прежнем рабочем месте ради их отношений, однако Риа признается, что она согласится, если ей предложат повышение, которое в конце серии все-таки достается Локеру. Он предлагает Торрес продолжить их отношения, но Риа его отвергает. |            |                                                      |                     |                                 |                                     |        |                      |
| 35 | 22         | «Black and White» «Чёрное и белое»                   | Дэниел Сакхайм      | Александр Кэри и Кевин Таунсли  | 13 сентября 2010 (16 сентября 2010) | 2APW22 | 4,94                 |
| Лайтман занимается попыткой покушения на противника кандидата в мэры. Все указывает на причастность будущего мэра. Лайтман знакомится с детективом Фарр и его напарницей детективом Валовски. Дочь Лайтмана сообщает ему о своем первом сексе. |            |                                                      |                     |                                 |                                     |        |                      |

### Сезон 3
Первая серия третьего сезона вышла в эфир в США 4 октября 2010 г.
| № в сериале | № в сезоне | Название                              | Режиссёр(ы)     | Сценарист(ы)                            | Показ в США (в России)            | Код    | Зрителей в США (млн) |
| --- | ---------- | ------------------------------------- | --------------- | --------------------------------------- | --------------------------------- | ------ | -------------------- |
| 36 | 1          | «In The Red» «В долгах»               | Дэниел Сакхайм  | Александр Кэри и Дэвид Грациано         | 4 октября 2010 (11 октября 2010)  | 3APW01 | 5,87                 |
| Из-за несоблюдения сроков написания книги у Лайтмана могут возникнуть финансовые трудности, что приводит его в банк. При помощи своих методов он почти случайно узнаёт о готовящемся ограблении банка и пытается помешать этому, внедрившись в компанию грабителей.                                                                              |            |                                       |                 |                                         |                                   |        |                      |
| 37 | 2          | «The Royal We» «Королевское Мы»       | Майкл Цинберг   | Дэвид Эрман                             | 11 октября 2010 (18 октября 2010) | 3APW02 | 5,44                 |
| На конкурсе красоты для тинейджеров Лайтман обнаруживает странную пару - мать и дочь, "существующие в симбиозе", представляющие собой почти единое целое. Однако он уверен, что на самом деле согласия между ними нет. Лайтман просит детектива Валовски помочь в деле. Тем временем конфликт между Лайтманом и Локером обостряется всё сильнее. |            |                                       |                 |                                         |                                   |        |                      |
| 38 | 3          | «Dirty Loyal» «Грязная преданность»   | Мишель Макларен | Кевин Фокс                              | 18 октября 2010 (25 октября 2010) | 3APW03 | 5,62                 |
| Служба внутренних расследований расследует происшествие с участием детектива Фарра и его напарницы детектива Валовски. Лайтман пытается сам разобраться в ситуации. Возможно, он преследует свои личные интересы, которые вступают в противоречие с интересами Фостер.                                                                           |            |                                       |                 |                                         |                                   |        |                      |
| 39 | 4          | «Double Blind» «Дважды слепой»        | Дэвид Платт     | Дейлин Родригес                         | 25 октября 2010 (1 ноября 2010)   | 3APW05 | 4,26                 |
| Команда Лайтмана расследует дело о попытке ограбления музея. Все данные об ограблении свидетельствуют о том, что у грабителей был наводчик. Ситуация осложняется тем, что Торрес занималась психологическим тестированием сотрудников музея, и куратор музея грозит неприятностями лично ей. А у Лайтмана возникает неожиданный роман.           |            |                                       |                 |                                         |                                   |        |                      |
| 40 | 5          | «The Canary's Song» «Песнь канарейки» | Сет Манн        | Саманта Ховард Корбин                   | 8 ноября 2010 (18 ноября 2010)    | 3APW06 | 5,23                 |
| Лайтман расследует взрыв в шахте, в которой погибло 6 человек, и наконец-то Локер начинает работать, а в это время Торрес и Фостер помогают ФБР взять одного мафиози, после чего ФБР должны забыть про Лайтмана и его команду. Фостер и Торрес выпивают виски Лайтмана 50-летней выдержки.                                                       |            |                                       |                 |                                         |                                   |        |                      |
| 41 | 6          | «Beyond Belief» «Невероятное»         | Эмиль Левисетти | Тимоти Дж. Лиа                          | 15 ноября 2010 (25 ноября 2010)   | 3APW07 | 5,94                 |
| Лайтман идет бок о бок с лидером империи самоусовершенствования, чтобы освободить богатую женщину, которая может находиться под контролем подобного культа. Когда Лайтман начинает заниматься расследованиями, оно становится личным, поскольку он подозревает культ в угрозе ему и его дочери.                                                  |            |                                       |                 |                                         |                                   |        |                      |
| 42 | 7          | «Veronica» «Вероника»                 | Майкл Нанкин    | Итан Дрогин                             | 22 ноября 2010 (8 декабря 2010)   | 3APW04 | 5,63                 |
| Дочь Лайтмана случайно сбивает пожилую даму, страдающую синдромом Альцгеймера. Несмотря на отсутствие у неё твёрдой памяти, Лайтману удаётся узнать, что что-то или кто-то действительно угрожает её жизни и здоровью. |            |                                       |                 |                                         |                                   |        |                      |
| 43 | 8          | «Smoked» «С дымком»                   | Кейт Вудс       | Дэвид Слэк                              | 29 ноября 2010 (19 января 2011)   | 3APW08 | 6,38                 |
| Лайтман нанят, чтобы раскрыть убийство девушки, отец которой находится при смерти. Убийство замаскировано под обычное ограбление, но Лайтман подозревает, что не всё так просто. |            |                                       |                 |                                         |                                   |        |                      |
| 44 | 9          | «Funhouse» «Психушка»                 | Дэниел Сакхайм  | Джамил Тёрнер                           | 11 января 2011 (2 февраля 2011)   | 3APW09 | 5,48                 |
| Кэлу предстоит определить степень вменяемости пациента психиатрической больницы. Пытаясь помочь мужчине выйти из клиники, Лайтман загремел туда сам. |            |                                       |                 |                                         |                                   |        |                      |
| 45 | 10         | «Rebound» «Второй брак»               | Джон Полсон     | Дэвид Эрман и Кевин Фокс                | 18 января 2011 (9 февраля 2011)   | 3APW10 | 5,43                 |
| Состоятельная женщина нанимает Лайтмана, чтобы узнать, есть ли у её нового бойфренда скелеты в шкафу. |            |                                       |                 |                                         |                                   |        |                      |
| 46 | 11         | «Saved» «Спасённые»                   | Майкл Оффер     | Саманта Корбин-Миллер и Дайлин Родригес | 18 января 2011 (16 февраля 2011)  | 3APW11 | 5,93                 |
| Кэл расследует дело трех студентов колледжа, обвиненных в аварии со смертельным исходом. Случай очень тяжелый, однако у Лайтмана появляется шанс на оправдание ребят, когда он находит врача, первым оказавшегося на месте происшествия. |            |                                       |                 |                                         |                                   |        |                      |
| 47 | 12         | «Gone Baby Gone» «Пропавшая»          | Адам Аркин      | Тимоти Дж. Лиа                          | 24 января 2011 (4 марта 2011)     | 3APW12 | 7,67                 |
| Группа Лайтмана помогает полиции в деле о похищении дочери школьной учительницы и сержанта полиции. |            |                                       |                 |                                         |                                   |        |                      |
| 48 | 13         | «Killer App» «Программа убийца»       | Ваан Мусекян    | Дэвид Слэк                              | 31 января 2011 (10 марта 2011)    | 3APW13 | 7,06                 |
| Лайтман расследует дело об убийстве одного из основателей социальной сети. |            |                                       |                 |                                         |                                   |        |                      |